# 우현로 (인천)
우현로(又玄路)는 인천광역시 중구 사동에서 인현동까지 이르는 인천광역시도로, 총 연장은 969m이다. 해당 도로명은 용동 출생인 대한민국의 대표적인 미술 사학자인 우현 고유섭 선생의 호를 활용하는 것에서 유래되었다.

## 노선 정보
- 총 연장 : 0.969 km
- 기점 : 인천광역시 중구 사동 26-19도 (사동삼거리 = 제물량로와 교차)
- 종점 : 인천광역시 중구 인현동 1-450도 (동인천역앞 교차로 = 참외전로와 교차)

## 지리

### 통과하는 지자체
- 중구
  - 사동 - 신생동 - 신포동 - 답동 - 내동·용동 - 인현동

### 접촉하는 도로
- 인중로 (국도 제42호선, 국도 제46호선, 국도 제77호선, 국가지원지방도 제84호선, 국가지원지방도 제98호선)
- 제물량로
- 개항로
- 참외전로

### 주변에 있는 시설
- GS칼텍스 동양산업직영 사동주유소
- 범진빌딩
- 기아오토큐
- GS칼텍스 영진주유소
- SK브로드밴드 인천방송
- 일대일로
- 답동소공원
- 광복조명
- 더본플란트치과의원 동인천점
- 짬뽕의신화 신포점
- 신포 김내과의원
- 성모연합의원
- 다비치안경 신포점
- 신포과자점
- 다본안과
- 파리바게뜨 신포점
- 복음서점
- 씨채널안경
- 이마트24 신포문화의거리점
- T world S&S 대리점 본점
- 김의원
- 영성빌딩
- 이규원치과의원
- 경기이용샾
- 삼성나무병원
- 이디야커피 동인천역점
- 우리은행 인천지점
- 열린이비인후과
- 본죽 동인천점
- 보원약국
- 맥도날드 동인천점
- 이마트24 동인천역점
- 유밸눈편한안과의원
- 디지털타임치과의원

## 비고
- 자유공원로는 일방통행 구간으로, 동인천역앞 교차로에서는 참외전로와 함께 반대편 직진이 같이 금지된다. 따라서 이 곳에서 자유공원로를 진입하려면 참외전로를 일단 진입한 후 홍예문로를 통해 돌아가야 한다.

## 같이 보기
- 고유섭